# In Your Face (Shout)
In Your Face è il secondo album in studio degli Shout, uscito nel 1989 per l'etichetta discografica Frontline Records.

## Tracce
1. Borderline
2. When The Love Is Gone
3. Give Me An Answer
4. Faith, Hope And Love
5. Gettin' Ready
6. In Your Face
7. Getting On With Life
8. Waiting On You
9. Moonlight Sonata (In 32nd Notes) [strumentale]
10. It's All I Need
11. Ain't Givin' Up (The Pay The Bills Song)

## Formazione
- Ken Tamplin - voce, chitarra
- Chuck King - chitarra, cori
- Loren Robinson - basso, cori
- Mark Hugonberger - tastiere
- Joseph Galletta - batteria

### Altri musicisti
- Lanny Cordola - assolo di chitarra nella traccia 6
- Marty Friedman - assolo di chitarra nella traccia 6
- Michael Angelo - assolo di chitarra nella traccia 6
- Joey Price - assolo di chitarra nella traccia 6
- Randy Hansen - assolo di chitarra nella traccia 6
- Alex Masi - assolo di chitarra nella traccia 6